# Episodi di Guardiani della Galassia (terza stagione)
La terza ed ultima stagione è stata sottotitolata Missione: Evasione! (Mission: Breakout!).
| n° (assoluto) | n° (stagione) | Titolo originale                                          | Titolo italiano                                                     | Prima TV USA (Disney XD) | Pubblicazione Italia (Disney+) |
| ------------- | ------------- | --------------------------------------------------------- | ------------------------------------------------------------------- | ------------------------ | ------------------------------ |
| 52            | 1             | Mission: Breakout                                         | Missione: Evasione                                                  | 18 marzo 2018            | 24 marzo 2020                  |
| 53            | 2             | Back in the New York Groove                               | Ritorno al tran tran di New York                                    | 18 marzo 2018            | 24 marzo 2020                  |
| 54            | 3             | Drive My Camage                                           | Guida il mio Carnage                                                | 25 marzo 2018            | 24 marzo 2020                  |
| 55            | 4             | I Fought the Law                                          | Ho sfidato la legge                                                 | 1º aprile 2018           | 24 marzo 2020                  |
| 56            | 5             | Titan Up                                                  | Forza Titano                                                        | 1º aprile 2018           | 24 marzo 2020                  |
| 57            | 6             | Money Changes Everything                                  | I soldi cambiano tutto                                              | 8 aprile 2018            | 24 marzo 2020                  |
| 58            | 7             | Sisters Are Doing it for Themselves                       | Che cosa scegli, sorella?                                           | 8 aprile 2018            | 24 marzo 2020                  |
| 59            | 8             | We Are The Champions                                      | Noi siamo i campioni                                                | 15 aprile 2018           | 24 marzo 2020                  |
| 60            | 9             | Fame                                                      | Fama                                                                | 15 aprile 2018           | 24 marzo 2020                  |
| 61            | 10            | Happy Together                                            | Felicemente insieme                                                 | 22 aprile 2018           | 24 marzo 2020                  |
| 62            | 11            | Gotta Get Outta This Place                                | Dobbiamo fuggire da questo posto                                    | 22 aprile 2018           | 24 marzo 2020                  |
| 63            | 12            | Long Distance Runaround                                   | Scorrazzare molto lontano                                           | 29 aprile 2018           | 24 marzo 2020                  |
| 64            | 13            | You Don't Own Me                                          | Non mi sconfiggi                                                    | 29 aprile 2018           | 24 marzo 2020                  |
| 65            | 14            | Black Vortex, Part 1 - Birds of a Feather / Heroes        | Black Vortex (prima parte) - Tali e quali / Eroi                    | 5 maggio 2019            | 24 marzo 2020                  |
| 66            | 15            | Black Vortex, Part 2 - Stand and Deliver / Color My World | Black Vortex (seconda parte) - Alzati e consegna / Colora il mondo  | 5 maggio 2019            | 24 marzo 2020                  |
| 67            | 16            | Black Vortex, Part 3 - I Melt With You / Getting in Toon  | Black Vortex (terza parte) - Fonditi con me / In un cartone animato | 12 maggio 2019           | 24 marzo 2020                  |
| 68            | 17            | Black Vortex, Part 4 - Jump / Reflections of My Life      | Black Vortex (quarta parte) - Salta / Riflessi della mia vita       | 12 maggio 2019           | 24 marzo 2020                  |
| 69            | 18            | Blame It on the Boss of Nova                              | Prenditela con il capo della Nova                                   | 19 maggio 2019           | 24 marzo 2020                  |
| 70            | 19            | The Real Me                                               | Il vero me                                                          | 19 maggio 2019           | 24 marzo 2020                  |
| 71            | 20            | Paranoid                                                  | Paranoico                                                           | 26 maggio 2019           | 24 marzo 2020                  |
| 72            | 21            | Darkhawks on the Edge of Town                             | Darkhawks alle porte della città                                    | 26 maggio 2019           | 24 marzo 2020                  |
| 73            | 22            | Holding Out for a Hero                                    | Aspettando un eroe                                                  | 2 giugno 2019            | 24 marzo 2020                  |
| 74            | 23            | With a Little Help From My Friends                        | Con un piccolo aiuto dei miei amici                                 | 2 giugno 2019            | 24 marzo 2020                  |
| 75            | 24            | Breaking Stuff is Hard to Do                              | Rompere cose è difficile                                            | 9 giugno 2019            | 24 marzo 2020                  |
| 76            | 25            | Killer Queen                                              | Regina assassina                                                    | 9 giugno 2019            | 24 marzo 2020                  |
| 77            | 26            | Just One Victory                                          | Solo una vittoria                                                   | 9 giugno 2019            | 24 marzo 2020                  |